# Luca Landonio
Luca Landonio (Legnano, 18 gennaio 1966) è un ex calciatore italiano, di ruolo centrocampista.

## Carriera
Gran parte della sua carriera si svolse in Serie C1, torneo in cui militò complessivamente per undici stagioni dopo avervi debuttato, diciottenne, con il Legnano; dopo un anno in Interregionale con il Trecate, fece ritorno tra i lilla disputandovi altri tre campionati, prima di debuttare in Serie A con il Torino. Disputò 13 gare nel massimo torneo, in una stagione contrassegnata da cambiamenti in seno alla società e alla squadra, conclusa con la retrocessione in B.
L'anno successivo fece ritorno in Serie C1, dapprima all'Alessandria, con la quale giocò unicamente gare di Coppa Italia di Serie C, e poi col Casarano, nel quale militò per quattro stagioni. Nel Matera giocò un campionato di C1 ed un altro di C2, per passare successivamente passa al Savoia ed al Carpi, sempre in terza serie.
Nel 1997-1998 giocò in Serie B col Padova, totalizzando 17 presenze e 2 gol nella serie cadetta; l'anno successivo scese di categoria coi veneti. In seguito tornò a Legnano, in C2, per concludere la carriera nei campionati dilettantistici, dapprima in Serie D con l'Olginatese ed infine in Eccellenza con Solbiatese e Sestese.

## Palmarès

### Club

#### Competizioni nazionali
- Serie D: 1

Legnano: 1999-2000

#### Competizioni regionali
- Eccellenza: 1

Solbiatese: 2002-2003